# Schmiedesee
Der Schmiedesee ist ein See bei Nadrensee im Landkreis Vorpommern-Greifswald in Mecklenburg-Vorpommern.
Das etwa 1,9 Hektar große Gewässer befindet sich im Gemeindegebiet von Nadrensee, wobei der Ort Nadrensee am südlichen Ufer liegt. Der See verfügt mit einem Graben zum Dammsee über einen Abfluss und mit Grabensystemen im Norden und Osten des Sees über Zuflüsse. Die maximale Ausdehnung des Schmiedesees beträgt etwa 230 mal 130 Meter.